# Saint-Mesmin (Aube)
Saint-Mesmin ist eine französische Gemeinde mit 907 Einwohnern (Stand: 1. Januar 2022) im Département Aube in der Region Grand Est. Der Ort gehört zum Arrondissement Nogent-sur-Seine und zum Kanton Creney-près-Troyes. Zudem ist die Gemeinde Teil des 2007 gegründeten Gemeindeverbands Seine Fontaine Beauregard. Die Einwohner werden Simates (auch Saint-Mesminois(es)) genannt.

## Geographie
Saint-Mesmin liegt am Fluss Seine rund 20 Kilometer nordwestlich von Troyes im Nordwesten des Départements Aube. Die Gemeinde besteht aus den Dörfern Saint-Mesmin und Courlanges. Durch die Gemeinde führt auch der Canal de la Haute-Seine.
Nachbargemeinden sind Vallant-Saint-Georges im Nordwesten und Norden, Droupt-Saint-Basle im Nordosten, Rilly-Sainte-Syre im Osten, Savières im Südosten, Fontaine-les-Grès im Süden, Échemines im Südwesten sowie Orvilliers-Saint-Julien im Westen.

## Geschichte
Bis zur Französischen Revolution lag Saint-Mesmin innerhalb der Provinz Champagne. Die Gemeinde gehörte von 1793 bis 1801 zum Distrikt Arcis-sur-Aube. Seit 1801 ist sie dem Arrondissement Nogent-sur-Seine zugewiesen. Von 1793 bis 1801 war der Ort dem Kanton Chauchigny zugeteilt. Von 1801 bis 2015 lag die Gemeinde innerhalb des Kantons Méry-sur-Seine.
1866 stürzte in der Nähe des Ortes ein Meteorit zu Boden, von dem drei Fragmente geborgen werden konnten. Die Gesamtmasse betrug etwa 8,3 Kilogramm, der Typ wurde als LL6-Chondrit bestimmt.

## Bevölkerungsentwicklung
| Jahr                       | 1962 | 1968 | 1975 | 1982 | 1990 | 1999 | 2006 | 2019 |
| Einwohner                  | 699  | 679  | 655  | 919  | 924  | 839  | 830  | 886  |
| Quellen: Cassini und INSEE |      |      |      |      |      |      |      |      |

## Sehenswürdigkeiten
- Kirche Saint-Pierre-aux-Liens
- Lavoir (Waschhaus)
- Denkmal für die Gefallenen[2]